# Trolleybus de Piatra Neamț
Le réseau de trolleybus de Piatra Neamț a été mis en service en 1995 à Piatra Neamț en Roumanie. Fin 2019 le conseil local a décide de suspendre l’activité des trolleybus et de les remplacer par des microbus. En juin 2020 a commencé le démantèlement du réseau d'alimentation.

## Histoire
L'idée d'un réseau de trolleybus est apparue en 1990. La ville était alors très polluée à cause de la zone industrielle de Savinesti. L'essor de la voiture individuelle, après la chute du communisme, a contribué a cette vague de pollution. Les ouvriers étaient transportés chaque jour par des dizaines d'autobus circulant les uns après les autres depuis les quartiers de Darmanesti ou Sarata jusqu'au Complex industriel faisant travailler 18 000 personnes.
La municipalité a décidé de créer un Réseau trolleybus non polluant entre ces derniers. En 1992 l'installation commença à être montée. Le 22 décembre 1995 le Réseau ouvrit avec les 212E et les 217E de la firme roumaine Rocar. Les derniers véhicules, à plancher haut furent livrés en 2000. Cependant, ces derniers avaient un équipement électrique rudimentaire même si la partie passagers était très confortable. Malgré un moteur très puissant et un système de roues 4x4 les véhicules n'étaient pas dotés de climatisation ni même de ventilation avec des fenêtres ne s'ouvrant pas alors qu'en été les températures avoisinent les 40-45 °C.
En 1999 un trolleybus a plancher bas Ikarus 411 t fut testé mais les tests ne furent pas concluants. La ville, avec l'extension du réseau décida d'acquérir de nouveaux trolleybus. Trente unités ex-Lyon furent acquises. Il s'agit d'une partie du stock d'ER100 du trolleybus de Lyon qui étaient remplacés par des Cristalis.
En 2015, pour lutter contre la forte affluence en heure de pointe, la municipalité décide d'acheter quinze trolleybus de fabrication roumaine à plancher haut et a vocation interurbaine (châssis surélevé). Les Rocar des années 1990 et les Berliet/Renault furent rénovés. Il s'agit des seuls ER100 modernisés au monde avec ceux de Saint-Étienne circulant a Brașov (Roumanie), eux aussi modernisés.

## Réseau Actuel

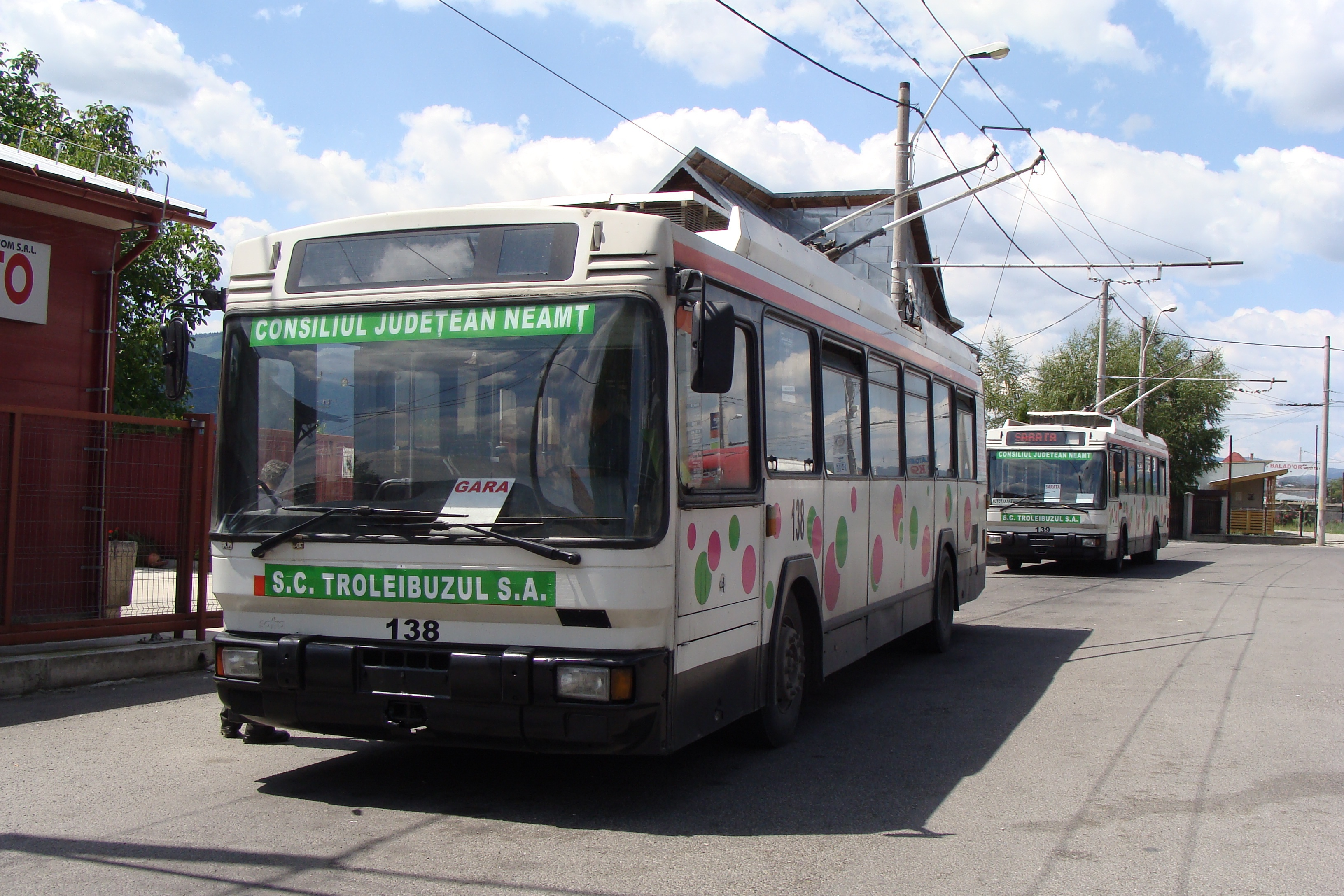
Les Trolleybus 138 et 139

Il y a actuellement 9 ligne en exploitation. Les lignes T3, T4, T6, T7, T8 sont des lignes interurbaines joignant les villes de Piatra Neamț, Dumbrava et Savinesti. Les véhicules sont entreposés au seul dépôt dédié aux trolleybus : Depoul Dumbrava Rosie. 
- T1: Sarata - Spital Judetean - Scolile Normale via Gara
- T4: Sarata - Spital Judetean - Dumbrava Moara
- T7: Darmanesti - Spital Judetean - Dumbrava Moara

## Flotte

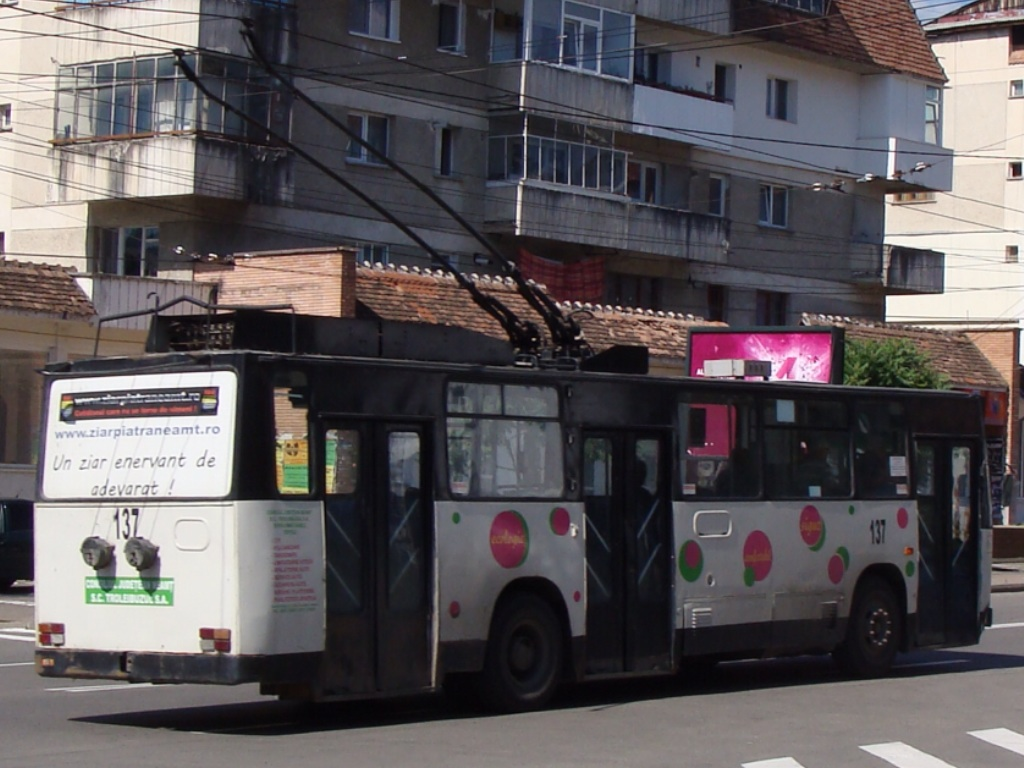
Troleibuzul 137 un Piatra Neamt

Il y avait 68 véhicules en service sur les 9 lignes. Ils avaient tous été rénovés (excepté les 412E, fraîchement livrés) entre 2010 et 2014. Ils possédaient des affichages de ligne et direction à LED, des annonces sonores des stations à venir et des correspondances. 
- Renault ER100.2 : 25 unités, ex-TCL Lyon, modernisés entre 2010 et 2014 : 25 unités en service sur 25 acquises entre 2005 et 2007
- Berliet ER100 : 5 unités, ex-TCL Lyon, modernisés en 2011 : 5 rames en service sur 5 acquises en 2007
- Rocar 412E : 5 unités, de fabrication roumaine : 15 unités en service sur 15 acquises en 2015
- Rocar 212E : 5 unités, de fabrication roumaine : 18 unités en service sur 20 acquises entre 1995 et 2000

## Projets
En 2017-2018, la compagnie, soutenue par les municipalités de Piatra Neamt et Roznov souhaitait créer une liaison de 16 km entre la municipalité de Piatra Neamț et la ville de Roznov. Ce projet nécessiterait de nouveaux véhicules, sans doute des articulés.
Les anciens trolleybus articulés 217E devraient être, à terme, remplacés par de nouveaux trolleybus articulés ou standard. Les 217E ont principalement été utilisés sur les liaisons interurbaines et se sont usés plus vite que les autres. On constate notamment une fragilité au niveau de l'anneau d'intercirculation sur de nombreux véhicules.